# Suzanne Weekes
Pour les articles homonymes, voir Weekes.
Suzanne L. Weekes est une mathématicienne américaine, professeure de sciences mathématiques au Worcester Polytechnic Institute (WPI). Elle est cofondatrice du programme de premier cycle du Mathematical Sciences Research Institute.  

## Éducation
Weekes est afro-américaine et est originaire de Trinité-et-Tobago. Elle est diplômée en 1989 de l'université de l'Indiana avec une majeure en mathématiques et une mineure en informatique. Elle a ensuite obtenu une maîtrise en mathématiques appliquées en 1990 et un doctorat en mathématiques et informatique scientifique en 1995 à l'université du Michigan.  

## Carrière
Weekes co-dirige la préparation aux carrières industrielles en sciences mathématiques, qui aide les professeurs aux États-Unis à engager leurs étudiants dans la recherche en mathématiques industrielles. Elle est professeure de sciences mathématiques au Worcester Polytechnic Institute ainsi que cofondatrice de MSRI-UP, une expérience de recherche pour les étudiants de premier cycle qui vise à augmenter les groupes sous-représentés dans les programmes de mathématiques en leur offrant des opportunités de recherche. En juillet 2019, elle est devenue doyenne associée par intérim des études de premier cycle à WPI. En décembre 2019, elle a été élue au comité exécutif de l'Association for Women in Mathematics en tant que membre en général.  

## Prix et distinctions
En 2015, Weekes a reçu le prix Denise Nicoletti Trustees pour service à la communauté. Elle a reçu le prix M. Gweneth Humphreys 2019 pour le mentorat de l'Association for Women in Mathematics. Elle a reçu le Deborah and Franklin Tepper Haimo Award for Distinguished College or University Teaching of Mathematics de la Mathematical Association of America en 2020. En 2022 elle est lauréate de la Conférence Falconer.